# أبرشية مصر
أبرشية مصر (باللاتينية: Dioecesis Aegypti ؛ باليونانية: Διοίκησις Αἰγύπτου) هي إحدى أبرشيات الإمبراطورية البيزنطية وجزء من ولاية الشرق الإمبراطورية. كانت عاصمتها الإسكندرية، وتقع في المنطقة الواقعة بين البحر المتوسط والبحر الأحمر، حيث شملت تقسيمين رومانيين قديمين، هما ولاية مصر وبرقة. تم تأسيس الأبرشية في القرن الرابع بعد إصلاحات ديوكلتيانوس (284–305)، وأصبحت تقسيمًا تابعًا للمقاطعة الإمبراطورية في الشرق، بعد أن كانت جزءاّ من الأبرشية المشرقية. إلا أنها انفصلت عنها في حوالي عام 380 م، لتصبح كيانّا مستقلاً، يشمل 6 مقاطعات.
وكان الإمبراطور جستينيان الأول (527–565) آخر من استعمل هذا التقسيم الإداري، إذ أمر بإلغاءه بمصر عام 539م. وقد احتفظ البيزنطيون بهذه الأراضي حتى الفتح الإسلامي لمصر في أربعينينات القرن السابع.

## المقاطعات
كانت هذه الأبرشية تتشكل من 6 مقاطعات هي: 
- إيجبتاس (Aegyptus)
- أغسطامانيكا (Augustamnica)
- أركاديا (Arcadia)
- طيبة (Thebais)
- ليبيا السفلى / أو ليبيا الجافة (Libya Inferior أو Libya Sicca)
- ليبيا العليا (Libya Superior أو Pentapolis)

## وصلات خارجية
- خريطة تظهر سيطرة هادريان على المناطق